# Parc de la Butte du Chapeau-Rouge
Parc de la Butte du Chapeau-Rouge (česky doslova: park na kopci Červený klobouk) je veřejný park v Paříži v 19. obvodu. Park se nachází ve východní části města na samém okraji u městského okruhu Boulevard périphérique. Jeho rozloha činí 4,8 ha.

## Historie
Park byl pro veřejnost otevřen v roce 1939. Jeho autorem je architekt Léon Azéma, který jej vytvořil v neoklasicistním slohu, který byl obvyklý pro meziválečné období. Park byl vytvořen z bývalých lomů na sádrovec, ve kterých se těžilo až do 19. století. V parku byly v roce 1938 při jeho tvorbě postaveny dvě fontány - Eva (Eve) a Dvě ženy a dítě (Deux femmes et un enfant).
Z vrcholku parku je výhled na předměstí severovýchodně od hlavního města. Jeho jméno je odvozeno od staré krčmy ze sousedního města Le Pré-Saint-Gervais.